# Theodor Oldekop (Pastor)
Theodor Oldekop (* 3. November 1724 in Klein-Marien in Dorpat, Estland; † 23. März 1806 in Dorpat) war ein evangelisch-lutherischer Pastor und Herausgeber.

## Leben
Theodor Oldekop entstammte der seit dem Mittelalter in Hildesheim bekannten Familie Oldekop und der im 17. Jahrhundert von dort nach Dorpat ausgewanderten Pastorenfamilie. Er war der Sohn des Dorpater Pastors Johann Bernhard Oldekop (1696–1745).
Theodor Oldekop besuchte das Gymnasium zu Reval und immatrikulierte sich am 26. Juni 1744 an der Universität Halle als Student der Theologie. 1748 wurde er livländischer Kandidat, am 15. April 1752 in Riga ordiniert und am 20. Mai des Jahres in Dorpat introduziert. Bis in sein Todesjahr 1806 wirkte er dann als Prediger der estnischen Stadt- und Landgemeinde an St. Johannis in Dorpat, wo er 1802 sein 50-jähriges Amtsjubiläum feiern konnte. Im Folgejahr 1803 wurde Ludwig Wilhelm Moritz sein Adjunkt, und 1806 sein Nachfolger.
Zuvor war Oldekop zudem ab 1768 Pastor und Assessor des kaiserlichen Dorpater Stadtkonsistoriums.
Oldekop heiratete um 1760. Nach dem frühen Tod seiner Ehefrau heiratete er am 5. Januar 1772 in der Dorpater St.-Johannis-Kirche erneut. Seine zweite Ehefrau wurde (Charlotte) Louise von der Osten, genannt Sacken (* 4. Februar 1750 in Reval; † 28. März, bestattet 1. April 1833 in Dorpat), Tochter des Wilhelm Ferdinand von der Osten, genannt Sacken, und der Hedwig Eleonore von Udam. Louise war eine Schwester des Feldmarschalls Fürsten Fabian von der Osten-Sacken.
1776 wurde Oldekops Sohn Karl (1776–1831) geboren, der später russischer General wurde.
Oldekop gilt als Mentor, als erster literarischer Berater und Helfer von Jakob Michael Reinhold Lenz, den er schon als Jugendlichen als „seltenes Genie“ bezeichnete: 1766 gab Oldekop in den Gelehrten Beyträgen zu den Rigischen Anzeigen Lenz’ Versöhnungstod Jesu Christi heraus und schrieb dafür das Vorwort.

## Schriften
- Friedens-Psalm gesungen am Friedens-Tage 1790 von Theodor Oldekop, Prediger in Dorpat. Dorpat, gedruckt bey M. G. Grenzius, 1790